# Martin Grüber
Martin Grüber (* 25. März 1937 in Neckarelz, Mosbach; † 6. Dezember 2021) war ein deutscher Kommunalpolitiker (SPD) und Oberbürgermeister der Stadt Offenburg.

## Leben
Martin Grüber wurde als ältestes von vier Kindern des evangelischen Pfarrers Otto Grüber geboren. Sein 2008 verstorbener Bruder Klaus Michael Grüber war ein international bekannter und erfolgreicher Theater-Regisseur.

## Ausbildung
Von 1951 an lebte die Familie in Ettlingen, wo Martin Grüber 1956 das Abitur ablegte.
Danach studierte er an den Universitäten Heidelberg, Tübingen, München und Freiburg Rechtswissenschaften und Volkswirtschaftslehre.
Nach dem ersten juristischen Staatsexamen absolvierte Grüber seine Referendarszeit in Karlsruhe, Freiburg, Müllheim und Offenburg, ehe er seine Ausbildung 1966 mit dem zweiten juristischen Staatsexamen abschloss.

## Beruflicher Werdegang
Von 1967 bis 1968 war er wissenschaftlicher Assistent des MdB und späteren Bundesjustizministers Gerhard Jahn. Von 1968 bis 1971 Referent und Leiter der Rechtsstelle beim SPD-Parteivorstand in Bonn. 1971 erfolgte die Ernennung zum Richter auf Probe. Von 1971 bis 1973 war er Referent des Hessischen Staatsministers der Justiz Karl Hemfler. Anschließend war er bis 1975 persönlicher Referent und Leiter des Büros des Oberbürgermeisters der Stadt Frankfurt am Main, Rudi Arndt.

## Kommunalpolitische Ämter
Von 1972 bis 1974 war Grüber Gemeinderat und gewählter Vorsitzender des Gemeindeparlamentes Niedernhausen/Taunus.
Am 9. November 1975 wurde er mit 55,4 % der Stimmen im zweiten Wahlgang (Wahlbeteiligung: 79,1 %) zum Oberbürgermeister der Stadt Offenburg gewählt und löste seinen Vorgänger Karl Heitz (CDU) ab, der dieses Amt seit 1949 innehatte. Am 16. Oktober 1983 wurde er mit 71,8 % der Stimmen (Wahlbeteiligung 68,06 %) im ersten Wahlgang für eine zweite Amtsperiode wiedergewählt.
Im Oktober 1989 wechselte er vor Ablauf der Amtsperiode als Offenburger Oberbürgermeister als Stadtkämmerer in den Magistrat von Frankfurt am Main in die rot-grüne Koalition von Volker Hauff. Aufgrund der Verhältnisse nach dem Amtsverzicht Hauffs im Jahr 1991 und des Verhältnisses zu OB Andreas von Schoeler wechselte er wenige Jahre nach dem Mauerfall als Geschäftsführer zu einer Gesellschaft, die sich um die Restitution von Wohnungsvermögen in der alten DDR kümmerte.